# Toyota (stad)
Toyota (豊田市, Toyota-shi) är en japansk stad i prefekturen Aichi på den centrala delen av ön Honshu. Den är prefekturens näst största stad befolkningsmässigt och den största ytmässigt. Toyota hette förr Koromo och fick stadsrättigheter 1 mars 1951. 1 januari 1959 ändrades namnet till Toyota, och stadens yta har under årens gång utökats ett antal gånger. Den senaste ändringen skedde 1 april 2005 då sex närliggande kommuner slogs samman med staden. Staden har sedan 1998
status som kärnstad (japanska: 中核市?, Chūkakushi) enligt lagen om lokalt självstyre.
Toyota är belägen vid Yahagifloden öster om Nagoya och ingår i denna stads storstadsområde. Staden är mest känd för sin bilindustri och närvaron av Toyota Motor Corporations huvudkontor.

## Näringsliv
Bilindustrin är den dominerande näringen. Toyota Motor Corporation har förutom sitt huvudkontor 7 fabriker med ca 20 000 industriarbetare i staden. Totalt finns över 400 industrier och verkstäder som sysselsätter över 75 000 arbetare knutna till bilindustrin. År 2003 var exporten av industriprodukter 9,44 biljoner yen, den högsta i landet. Av denna var 9 biljoner yen i form av bilar. (9 biljoner yen är ungefär 500 miljarder SEK).

## Galleri

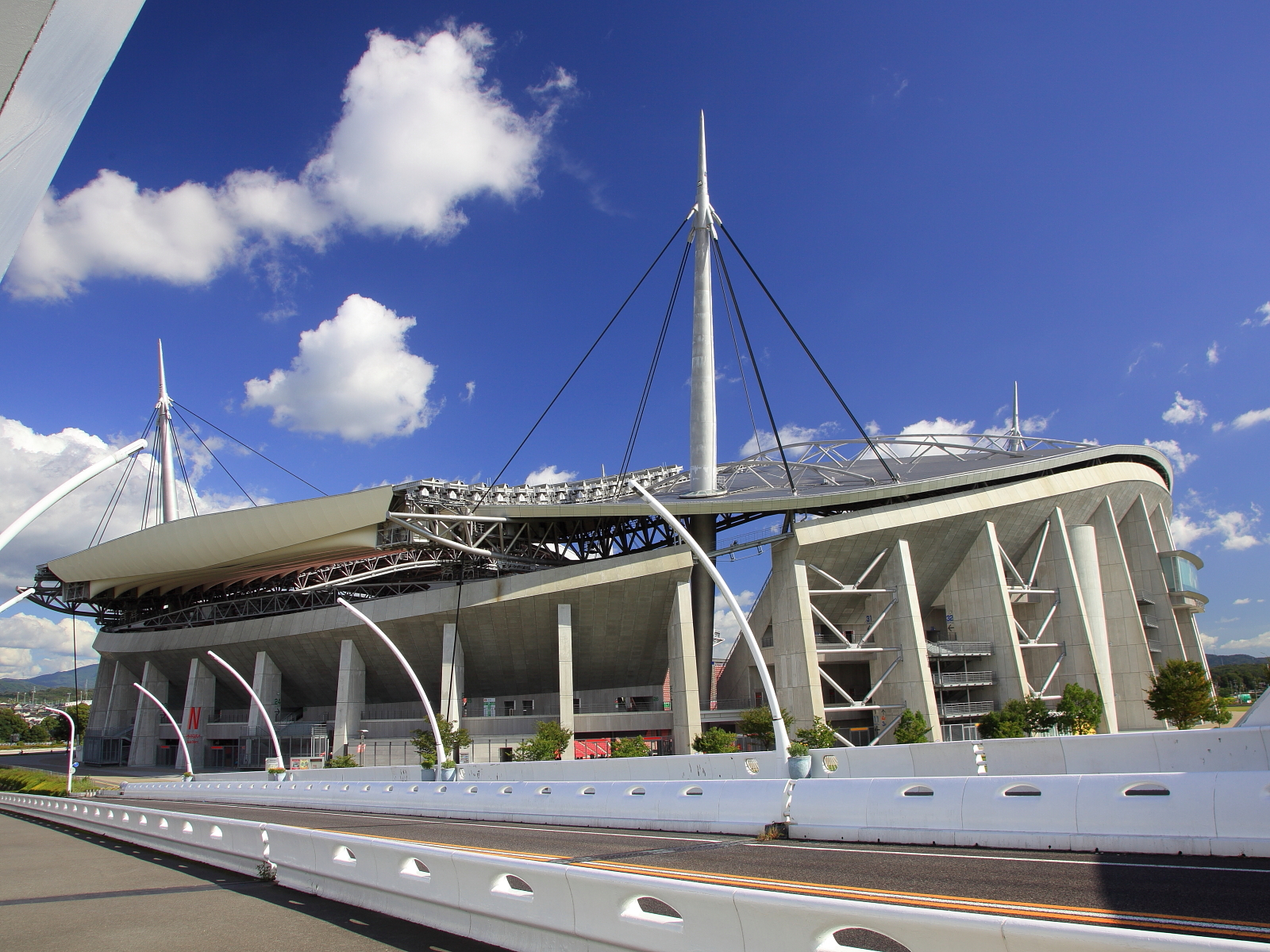
Toyota stadium.
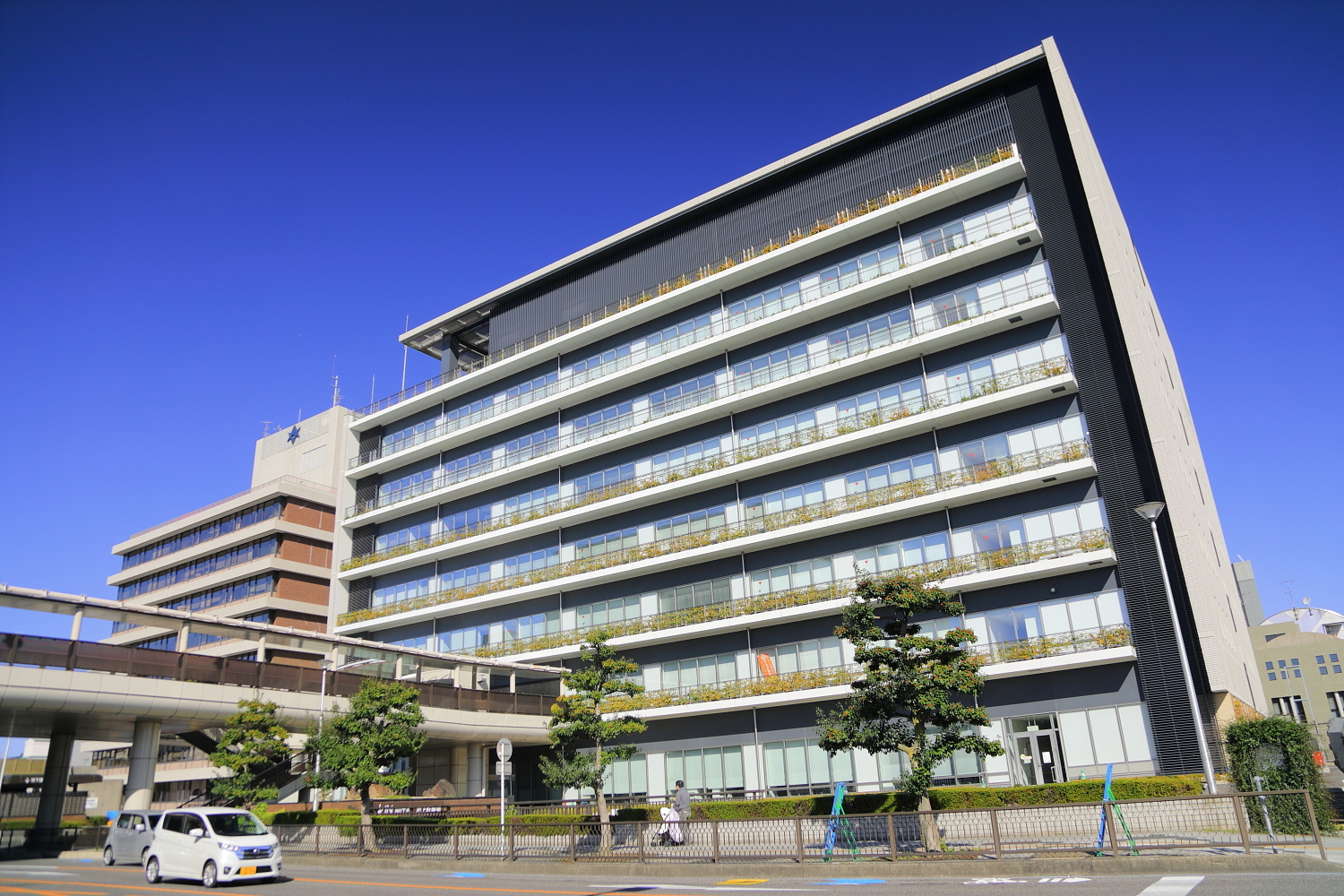
Toyota stadshus.
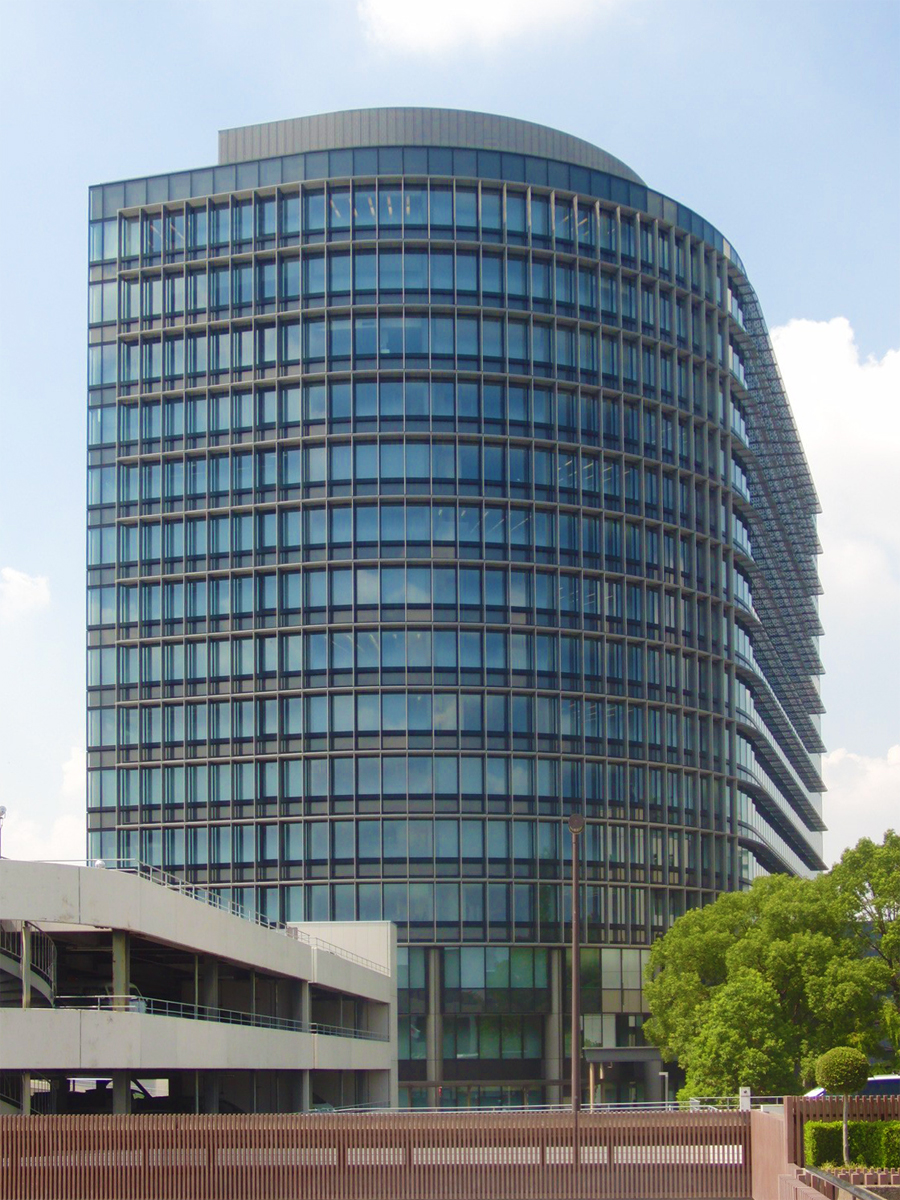
Toyota Motor Corporations huvudkontor.

## Borgmästare
- Kōhei Suzuki, 19 februari 2000–18 februari 2012
- Toshihiko Ōta, 19 februari 2012–

Denna lista hämtas från Wikidata. Informationen kan ändras där.